# Edward Rydz-Śmigły
Edward Rydz-Śmigły (IPA: [ˈɛdvard ˈrɨdz ˈɕmiɡwɨ]) (Brzeżany, 11 marzo 1886 – Varsavia, 2 dicembre 1941) è stato un politico, generale e pittore polacco.

## Biografia
Dopo molti successi come comandante militare durante la guerra polacco-sovietica, Rydz succedette a Józef Piłsudski come Maresciallo di Polonia (dall'11 novembre 1936) e Comandante in Capo delle forze armate polacche (dal 1939). Con questa carica affrontò l'invasione della Polonia del 1939 da parte della Germania nazista e dell'Unione Sovietica, il primo stadio europeo della seconda guerra mondiale; data la grande inferiorità dell'esercito polacco di fronte ai nemici, per evitare la cattura Rydz-Śmigły dovette fuggire all'estero insieme a Ignacy Mościcki ed altri membri del governo. Rimase per un certo tempo in Romania, dove venne anche arrestato. Nell'autunno del 1941 rientrò in incognito in Polonia per combattere i tedeschi, ma morì poco dopo a Varsavia a causa di un attacco di cuore.